# Liên đoàn Cờ tướng thế giới

## Thành lập
Liên đoàn Cờ tướng thế giới tiếng Anh World Xiangqi Federation viết tắt WXF, là tổ chức liên kết các liên đoàn cờ tướng quốc gia toàn thế giới, và là thành viên của Hiệp hội Thể thao Trí tuệ Quốc tế từ 2015.
Liên đoàn Cờ tướng  thế giới được thành lập vào ngày 6 tháng 4 năm 1993 tại Giải vô địch cờ tướng thế giới lần thứ 3 tại Bắc Kinh, Trung Quốc. Đây là ngày đánh dấu kỷ nguyên mới cho Cờ tướng bước ra thế giới. Trước đó 5 năm vào tháng 10 năm 1988, trong Giải đấu 7 Sao lần thứ 4, một Ủy ban được lập ra để đặt nền móng lễ khánh thành chính thức Liên đoàn Cờ tướng thế giới được thành lập. Trong giai đoạn chuẩn bị kéo dài hơn bốn năm, hai giải vô địch thế giới đã được tổ chức đầu tiên tại Singapore sau đó tại Côn Minh của Trung Quốc. Cũng trong giai đoạn đó, những người đam mê Cờ tướng ở nhiều nơi khác nhau trên thế giới đã nỗ lực rất nhiều để bắt đầu thành lập các tổ chức Cờ tướng ở Châu Âu, Châu Mỹ và Úc để hợp tác với Liên đoàn Cờ tướng Châu Á. Ủy ban trù bị đã tổ chức các cuộc họp theo thời gian để đẩy nhanh quá trình và khi điều kiện đã chín muồi, Liên đoàn Cờ tướng thế giới được thành lập.